# بابیتسه (شهرستان خژانوف)
بابیتسه (به لهستانی:  Babice) یک روستا در لهستان است که در گمینا بابیتسه واقع شده‌است. بابیتسه ۱٬۳۶۹ نفر جمعیت دارد.